# Nieuwlande (Zeeland)
Het historische dorp en de voormalige gemeente Nieuwlande lag op een tegenwoordig in de golven van de Oosterschelde verdwenen gedeelte van Zuid-Beveland, ten noorden van het dorp Krabbendijke. De plek ligt zo'n halve kilometer vanaf de dijk die tegenwoordig het water van het land scheidt.
In de middeleeuwen verdween het dorp in de golven. Met eb komen puin en fundamenten nog steeds boven water. Op satellietfoto's is nog een aantal van de fundamenten van de voormalige bebouwing te zien.

## Geschiedenis
In 1242 wordt het dorp vermeld met de naam Terra Nova (terra nova is Latijn voor nieuw land).
Tijdens de stormvloeden van 1530 en van 1532 is het dorp in de golven verdwenen.
In latere eeuwen hebben detectoramateurs diverse waardevolle vondsten gedaan, waaronder zeshonderd zogenaamde pelgrimstekens. Verzamelaar Van Beuningen kocht ze op en zo kwamen ze terecht in het Museum Boijmans Van Beuningen.
Na de invoering van het gemeentelijk stelsel in de Franse tijd werd Nieuwlande een eigen gemeente. Echter van korte duur, want in 1816 werd de gemeente bij Krabbendijke gevoegd. Van het in 1817 bevestigde wapen is later een vlag ontworpen.
In 1926 werd in opdracht van het Zeeuwsch Genootschap der Wetenschappen het verdronken dorp systematisch onderzocht, waarbij G.H. Bolier de zichtbare resten van de kerk heeft opgemeten. Daarbij bleek dat de kerk bijna 67 meter lang was. Het dorp zelf was een ringdorp met aan de zuidkant van de kerk een onbebouwd plein en aan de westzijde van de dorpskern een groot huis. Dat huis heeft vermoedelijk toebehoord aan de heren van Nieuwlande.
In 1991 werd er een betreedverbod ingesteld voor een deel van het verdronken land om de natuur te beschermen, waaronder ook het gebied van het verdronken dorp.

## Trivia
- Het dorp speelt een hoofdrol in het boek 'Het teken van de uil' van Henk Koesveld.